# Pulzně amplitudová modulace
Pulzně amplitudová modulace (anglicky Pulse-amplitude modulation, PAM) je diskrétní modulace v základním pásmu, u níž je informace kódována rozdílnou úrovní (amplitudou) signálu.
Demodulace se provádí detekcí úrovně nosné v každé periodě signálu.

## Typy PAM
Existují dva typy PAM:
- s jednou polaritou, kdy je k signálu přidáváno stejnosměrné předpětí pevné velikosti, takže všechny impulsy mají stejnou polaritu
- bipolární, u níž se používají impulsy obou polarit

## Přirozené vzorkování
{\displaystyle w_{s}(t)=w(t)\cdot s(t)}, kde s(t) je signál a w(t) je průběh vzorkovací funkce.

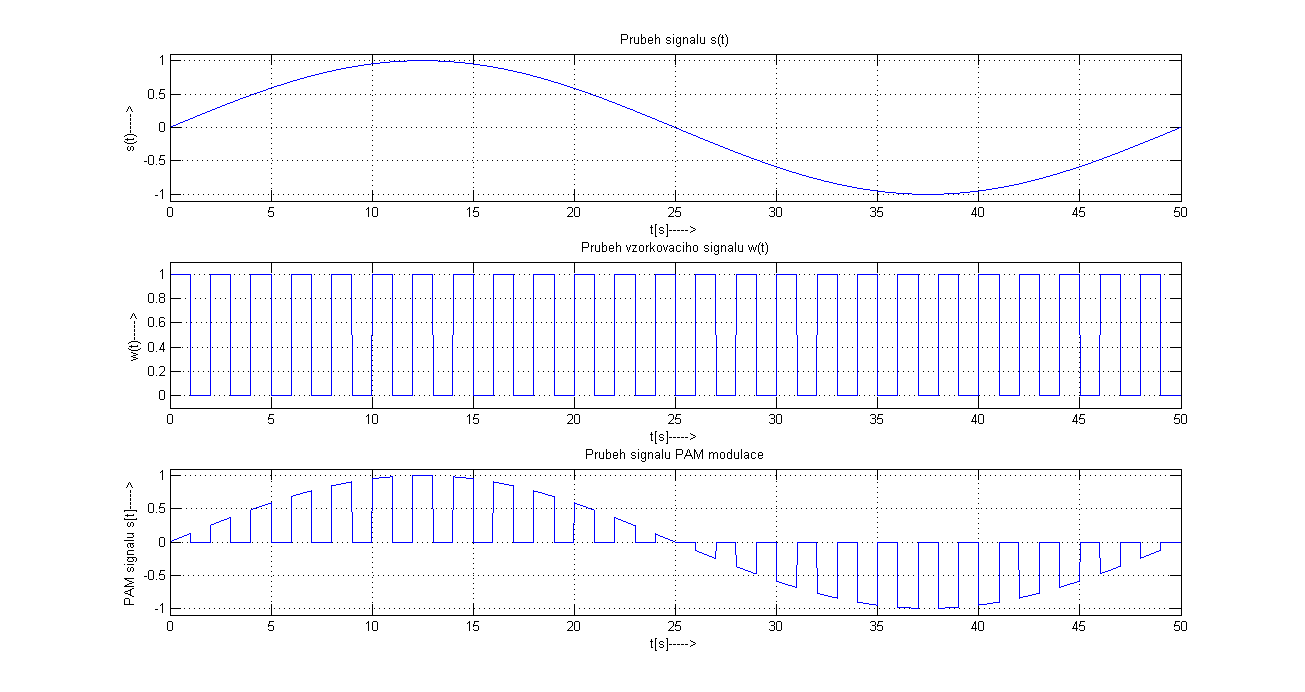
Ukázka průběhu signálu modulovaného pomocí PAM modulace

## Použití
Pulzně amplitudová modulace se používá pro modulaci při digitálním přenosu dat, u něhož bylo použití signálu mimo základní pásmo obvykle nahrazeno pulzně kódovou modulací (PCM) a později také pulzně poziční modulací (PPM).
Počet úrovní v analogové PAM je teoreticky nekonečný, u digitální PAM je omezený šumem a často býval mocninou dvojky; např. čtyřúrovňová PAM (PAM-4) používá 22 diskrétních úrovní, osmiúrovňová 23 úrovní.

### Ethernet
PAM používají různé varianty Ethernetu. Díky dalšímu kódování se nezřídka používá počet úrovní, který není mocninou dvojky:
- 100BASE-T4 a BroadR-Reach používají PAM-3
- 1000BASE-T používá PAM-5[1][Pozn 1]
- 10gigabitový Ethernet 10GBASE-T používá variantu PAM-16 s Tomlinson-Harashima Precoded (THP) kódovanou pomocí dvojrozměrného šachovnicovitého vzorku nazývaného DSQ128
- 25gigabitový Ethernet a některé varianty 100gigabitového Ethernetu a 200gigabitového Ethernetu po metalických vodičích používají PAM-4

### GDDR6X
Technologie videopamětí GDDR6X vyvinutá firmami Micron a Nvidia a poprvé použitá ve videokartách Nvidia RTX 3080 a 3090 používá signalizaci PAM-4 pro přenos 2 bitů v jednom hodinovém cyklu, díky čemuž prvky mohou pracovat na nižší frekvenci a nepotřebují dvakrát širší kanály, která by měly vyšší spotřebu, potřebný prostor a cenu. Vyšší frekvence by vyžadovala větší šířku pásma, což by při frekvenci 28GHz bylo obtížně řešitelné při použití metalického vedení. Implementace PAM4 v integrovaných obvodech je složitější než dříve používané kódování NRZ (PAM2), protože vyžaduje více prostoru a je citlivější na problémy s dodržování odstupu signálu a šumu.

### PCI Express
Dvoubodové linky PCI-Express, které po roce 2003 nahrazují počítačové sběrnice, používají od verze 6.0 uvedené v roce 2022 čtyřúrovňovou modulaci PAM-4, což umožnilo dvojnásobně zvýšit rychlost přenosu (64 GT/s na linku u PCI Express 6.0).

### Fotobiologie
Koncept PAM se používá také při studiu fotosyntézy pomocí specializovaného nástroje, při kterém se měří spektrofluorometrická kinetika vzrůstu a poklesu fluorescence u světlo přijímajících tykadel thylakoidních membrán, čímž se zjišťují různé aspekty stavu fotosystémů za různých okolních podmínek. Tato měření provádějí měření úrovně impulsů fluorescence za světla, díky čemuž jsou výrazně použitelnější než tradiční měření chlorofylové fluorescence přizpůsobená na tmu.

### Elektronické ovládání LED osvětlení
Pulzně amplitudová modulace byla vyvinuta pro řízení svítivých diod (LEDs) především pro osvětlovací aplikace. Ovladače LED používající PAM mají lepší energetickou účinnost než systémy používající ovladače s jinými obvyklými modulačními technikami jako například pulzně šířkovou modulaci (PWM), protože dopředný proud procházející LED je přímo úměrný intenzitě světla a efektivita LED se zvyšuje se snižováním dopředného proudu.
LED ovladače s pulzně amplitudovou modulací jsou schopny synchronizovat impulsy v několika LED kanálech, což umožňuje dokonalé nastavení barev. Vlastnosti PAM spolu s velkou rychlostí spínání LED umožňují používat LED osvětlení pro vysokorychlostní bezdrátový přenos dat.

### Digitální televize
PAM používá severoamerický standard pro digitální pozemní vysílání televize ATSC v systému nazývaném 8VSB používajícím 8úrovňovou PAM. Modulace s potlačeným jedním postranním pásmem používá kanály s odstupem 6 MHz pro přenos hrubou rychlostí 32 Mbit/s, kvůli použití samoopravných kódů a další režii je čistá přenosová rychlost 19,39 Mbit/s.